# Alvydas Kirkliauskas
Alvydas Kirkliauskas (* 1954 in Būda, Rajongemeinde Prienai) ist ein litauischer Sportler, Strongman, Politiker der Gemeinde Marijampolė.

## Leben
Nach dem Abitur an der Mittelschule absolvierte Alvydas Kirkliauskas 1977 das Diplomstudium  an der Lietuvos veterinarijos akademija in Kaunas und wurde Zooingenieur. Von 2003 bis 2007 und ab 2011 Mitglied im Rat Marijampolė.  Kirkliauskas arbeitet als Schwerathletik-Trainer im Sportzentrum „Sūduva“ in Marijampolė. Er leitet den Sportclub „Suvalkijos ąžuolas“. Kirkliauskas leitete den Litauischen Strongman-Verband. 1992 wurde er Sieger bei der litauischen Strongman-Meisterschaft sowie Medaillengewinner 1993, 1994, 1995.
Kirkliauskas war Mitglied der Lietuvos liberalų sąjunga, 2010 der Krikščionių partija.

## Familie
Kirkliauskas ist verheiratet. Mit seiner Frau Angelė hat er die Tochter Lina und den Sohn Vytautas.

## Ehrung
- Verdienter Trainer Litauens